# Гней Корнелій Лентул Гетулік (консул 26 року)
Гней Корнелій Лентул Гетулік (лат. Gnaeus Cornelius Lentulus Gaetulicus; 8 рік до н. е. — 39 рік н. е.) — політичний та військовий діяч Римської імперії, консул 26 року до н. е., поет.

## Життєпис
Походив з патриціанського роду Корнеліїв Лентулів. Син Косса Корнелія Лентула, консула 1 року до н. е. 
У 23 році став претором у справах іноземців. У 25 році, будучи обраним консулом, засудив Аквілія за Юлієвим законом про перелюб. 26 року його обрано консулом разом з Гаєм Кальвізієм Сабіном. Десь після цього у 27 або 28 році Гетулік став членом колегії квіндецемвірів священнодійств.
Був близький до впливового префекта преторія Сеяна і за порадою імператора Тиберія заручив свою доньку з його сином. З 29 до 39 року виконував обов'язки легата пропретора Верхньої Німеччини. На цій посаді отримав величезну популярність в армії завдяки своїй доброзичливості та справедливості.
У 34 році Лентул був звинувачений Абудієм Рузоном у співучасті у змові Сеяна. За деякими відомостями, направив Тиберію листа, в якому повідомив, що буде повністю лояльним доти, доки його не спробують позбавити провінції, й запропонував укласти союз, згідно з яким він зберігав би командування та забезпечував принцепсу військову підтримку. Зрештою Гетулік був виправданий, його обвинувач вигнаний.
У 39 році потрапив під підозру через свою популярність в армії і був страчений Калігулою за звинуваченням у змові.

## Літературна діяльність
Був майстром віршування. Писав невеличкі літературні твори, особливо полюбляв складати епіграми еротичного змісту на свою дружину.

## Родина
Дружина — Апронія Цезіана
Діти:
- Гней Корнелій Лентул Гетулік, консул 55 року.
- Косс Корнелій Лентул Гетулік
- Децим Юній Сілан Гетулік, жрець—салій 63 року.
- Корнелія Цезіана